# Numata parmenio
Numata parmenio är en insektsart som beskrevs av Ronald Gordon Fennah 1969. Numata parmenio ingår i släktet Numata och familjen sporrstritar. Inga underarter finns listade i Catalogue of Life.